# Campionati asiatici di badminton 2019
I Campionati asiatici di badminton 2019 si sono svolti a Wuhan, in Cina, dal 23 al 28 aprile. È stata la 38ª edizione del torneo, organizzato dalla Badminton Asia.

## Podi
| Evento              | Oro                         | Argento                                        | Bronzo                                         |
| Singolare maschile  | Kento Momota                | Shi Yuqi                                       | Nguyễn Tiến Minh                               |
| Singolare maschile  | Kento Momota                | Shi Yuqi                                       | Chou Tien-chen                                 |
| Singolare femminile | Akane Yamaguchi             | He Bingjiao                                    | Chen Yufei                                     |
| Singolare femminile | Akane Yamaguchi             | He Bingjiao                                    | Cai Yanyan                                     |
| Doppio maschile     | Hiroyuki Endo Yuta Watanabe | Marcus Fernaldi Gideon Kevin Sanjaya Sukamuljo | Takeshi Kamura Keigo Sonoda                    |
| Doppio maschile     | Hiroyuki Endo Yuta Watanabe | Marcus Fernaldi Gideon Kevin Sanjaya Sukamuljo | Kang Min-hyuk Kim Won-ho                       |
| Doppio femminile    | Chen Qingchen Jia Yifan     | Mayu Matsumoto Wakana Nagahara                 | Yuki Fukushima Sayaka Hirota                   |
| Doppio femminile    | Chen Qingchen Jia Yifan     | Mayu Matsumoto Wakana Nagahara                 | Della Destiara Haris Rizki Amelia Pradipta     |
| Doppio misto        | Wang Yilü Huang Dongping    | He Jiting Du Yue                               | Zheng Siwei Huang Yaqiong                      |
| Doppio misto        | Wang Yilü Huang Dongping    | He Jiting Du Yue                               | Dechapol Puavaranukroh Sapsiree Taerattanachai |